# Azotan strontu
Azotan strontu – nieorganiczny związek chemiczny, sól kwasu azotowego i strontu.
Jest silnym utleniaczem, który barwi płomień na charakterystyczny czerwono-karminowy kolor.
Znalazł zastosowanie w pirotechnice jako składnik sztucznych ogni, flar oraz mieszanek błyskowych spalających się czerwonym płomieniem.
Można go otrzymać w wyniku reakcji węglanu strontu z kwasem azotowym:
SrCO
3 + 2HNO
3 → Sr(NO
3)
2 + H
2O + CO
2↑
Poniżej 29,3 °C krystalizuje jako tetrahydrat Sr(NO
3)
2·4H
2O, powyżej tej temperatury jako sól bezwodna.